# Houston A. Baker
Houston Alfred Baker junior (* 22. März 1943 in Louisville, Kentucky) ist US-amerikanischer, afroamerikanischer Literaturwissenschaftler. Er ist bekannt für Beiträge zur afroamerikanischen Literaturkritik und Kulturwissenschaft.
Baker wuchs in Louisville auf und studierte Anglistik an der Howard University mit dem Bachelor-Abschluss 1965 (magna cum laude), an der Universität Edinburgh und an der University of California, Los Angeles, mit dem Master-Abschluss 1966 und der Promotion 1968. Damals befasste er sich mit viktorianischer englischer Literatur, zum Beispiel Oscar Wilde. Er lehrte an der Yale University, der Cornell University, dem Haverford College und war ab 1970 am Center for Advanced Studies der University of Virginia. 1974 bis 1977 leitete er das Afro-American Studies Program der University of Pennsylvania, an der er 1977 bis 1999 Professor für Anglistik war. Ab 1982 war er Albert M. Greenfield Professor of Human Relations und 1987 gründete er das Center for the Study of Black Literature and Culture, dessen Direktor er bis 1999 war. Ab 1999 war er Susan Fox and George D. Beischer Professor an der Duke University und ab 2006 Distinguished Professor an der Vanderbilt University.
Baker hatte seinen Durchbruch mit dem Buch The Journey Back. Er kritisiert seitdem ein idealisierendes Bild afroamerikanischer Ästhetik, das durch interdisziplinäre Forschung korrigiert werden müsse, die auch auf die speziellen sozialen und kulturellen Hintergründe afroamerikanischer Schriftsteller eingehen müsse. Dazu zählen die orale Tradition in der afroamerikanischen Kultur und wesentliche kulturelle Elemente wie der Blues und lokale Besonderheiten (Blues Geographie). Zu den afroamerikanischen Schriftstellern und Intellektuellen, mit denen er sich besonders beschäftigte, zählen Frederick Douglass, W. E. B. Du Bois, Booker T. Washington, Richard Wright, Ralph Ellison. Er bedient sich auch Methoden der Dekonstruktion.
Er war Präsident der Modern Language Association und Herausgeber von American Literature. Er war Guggenheim Fellow und Fellow der National Endowment for the Humanities.
Sein Buch Betrayal erhielt 2009 den American Book Award. 2020 wurde Baker in die American Academy of Arts and Sciences gewählt.
Baker veröffentlichte auch Gedichtbände.

## Schriften (Auswahl)
- Long Black Song: Essays in Black American Literature and Culture, University of Virginia Press 1972
- Singers of Daybreak: Studies in Black American Literature, Howard University Press 1974
- On the Criticism of Black Literature: One View of the Black Aesthetic, in Baker (Hrsg.), Reading Black, Essays in the Criticism of African, Caribbean and Black American Literature, Cornell University Press, 1976, S. 48–58.
- The Journey Back: Issues in Black Literature and Criticism, University of Chicago Press, 1980.
- Blues, Ideology, and Afro-American Literature: A Vernacular Theory, University of Chicago Press, 1984.
- Modernism and the Harlem Renaissance. University of Chicago Press, 1987.
- Workings of the Spirit: The Poetics of Afro-American Women's Writing. University of Chicago Press, 1991
- Black Studies, Rap, and the Academy. University of Chicago Press, 1993.
- Turning South Again: Re-Thinking Modernism/Re-Reading Booker T. Duke University Press, 2001.
- Critical Memory: Public Spheres, African American Writing and Black Fathers and Sons in America, University of Georgia Press 2001
- I Don’t hate the South:  Reflections on Faulkner, Family, and the South, Oxford UP 2007
- Betrayal: How Black Intellectuals Have Abandoned the Ideals of the Civil Right Era, 2009.
- Herausgeber mit Merinda Simmons: The Trouble with Post-Blackness Columbia University Press, 2015.